# Lope Antonio de Munive
Lope Antonio de Munive y Axpe (Marquina, 23 de junio de 1630-Quito, 25 de abril de 1689) fue un noble y político español con destacada presencia en cargos públicos de las colonias sudamericanas a finales del siglo XVII. Caballero de la Orden de Alcántara desde 1666, ejerció los cargos políticos de consejero del rey (1664-1665), oidor de la Real Audiencia de Lima (1666-1674), gobernador de Minas de Huancavelica (1674-1677) y presidente de la Real Audiencia de Quito (1678-1689).

## Biografía

### Orígenes y estudios

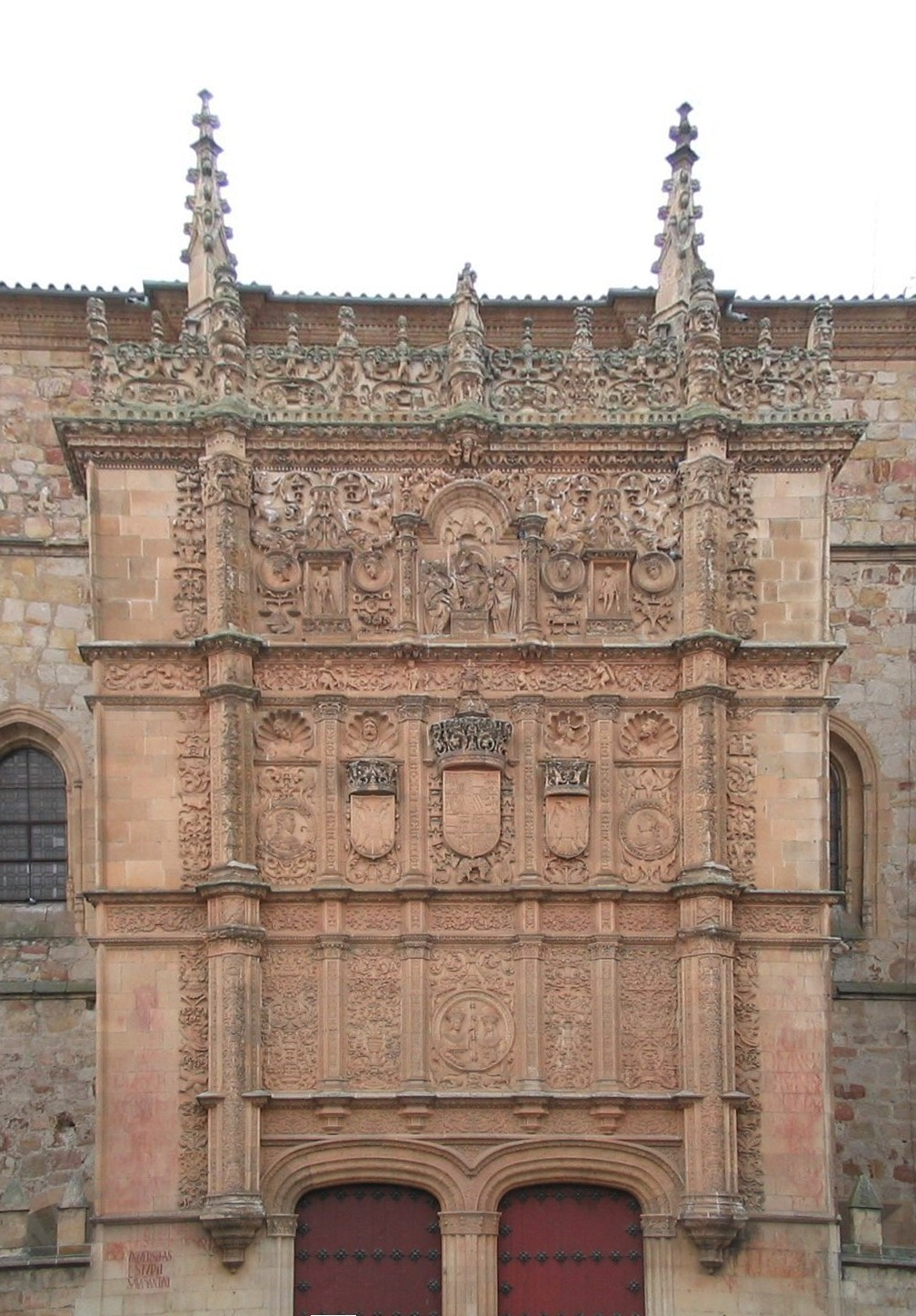
Universidad de Salamanca

Nació en 1630 en el seno de una familia acomodada e influyente de la ciudad española de Marquina, en Vizcaya. Su padre era el militar Martín de Munive y Arancibia, V conde de Peñaflorida, señor del mayorazgo de Munive y caballero de la Orden de Santiago desde 1634; mientras que su madre, Cecilia de Axpe y Zárate, era hija de Andrés de Axpe, también caballero de Santiago y oidor de la Real Audiencia de Charcas (actual Bolivia), y de Úrsula de Zárate.
Fue bachiller en Leyes en la Universidad de Osma en 1654 y después estudió Derecho y se graduó de licenciado. Además había dictado cátedra en la universidad de Salamanca donde entró inicialmente en el Colegio Mayor de San Bartolomé en la para después servir como rector en 1655. Se graduaría con una licenciatura en el año de 1658, y ganó las Cátedras de Instituta en 1661 para dos años más tarde conseguir las cátedras de Código, en 1663. Esto hace que comparta junto a Juan Fernández de Recalde, otro presidente de la Audiencia de Quito el hecho de haber no solo estudiado en la Universidad de Salamanca sino haber fungido como rector. Fue nombrado consejero del rey y en 1664 fue condecorado con el grado de caballero de la Orden de Alcántara.
Según algunas genealogías, en 1668 se convirtió en el VI VI conde de Peñaflorida, título heredado de su padre, que lo había recibido a su vez de un pariente materno llamado Bernardino de Arancibia Sasiola y Eguino, que murió sin sucesión. En otras genealogías, sin embargo, figura que el VI conde de Peñaflorida fue su hermano mayor, Juan Francisco de Munibe y Axpe, caballero de la Orden de Calatrava, casado con Isabel de Ugarte y Araiz, que premurió a su padre, y en otras, el que figura como sucesor en el condado fue Francisco Antonio de Munibe y Ugarte, hijo de Juan Francisco de Munibe y Axpe y nieto del V titular del condado.

### Matrimonios y descendencia

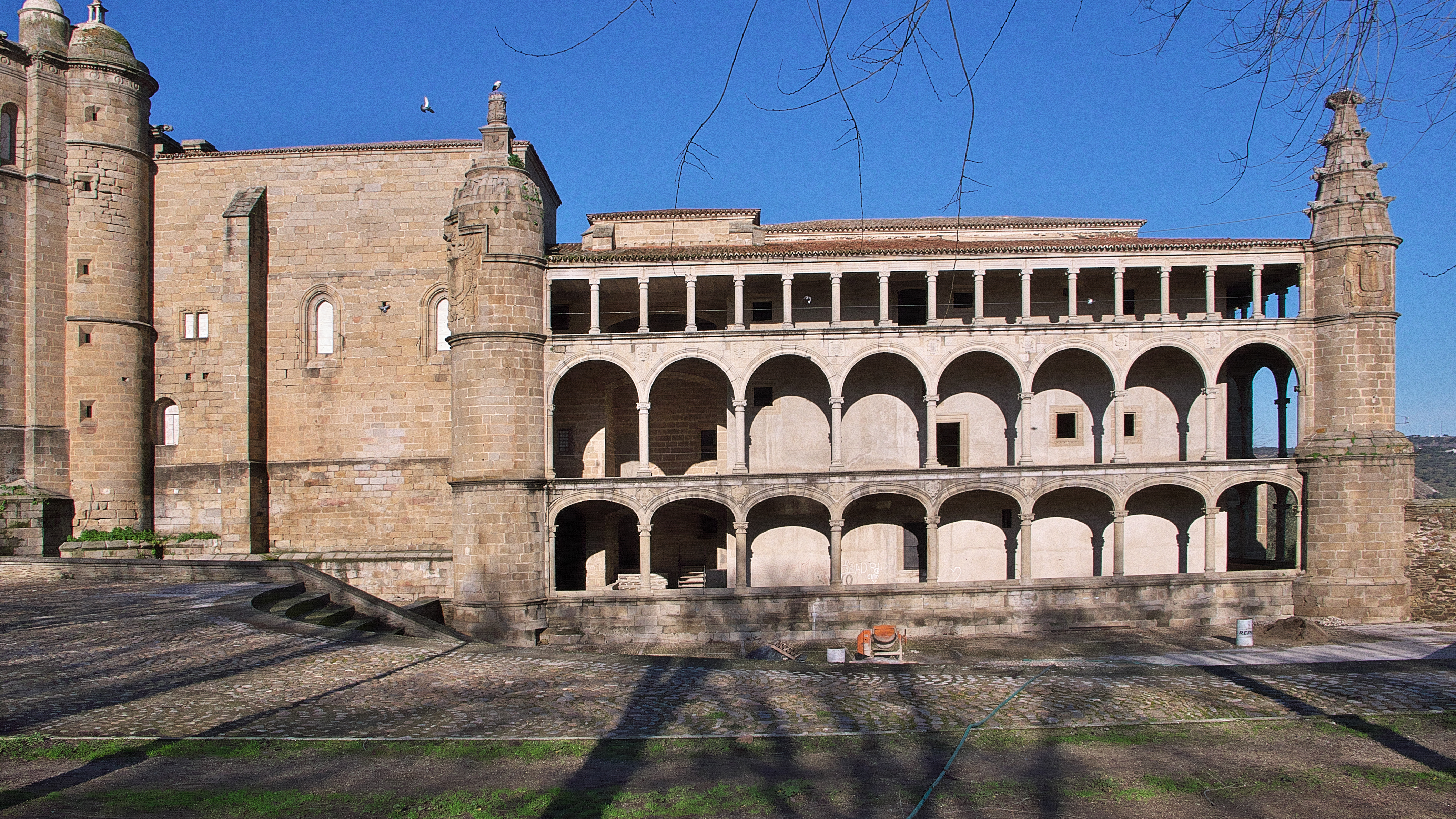
Convento de San Benito en Alcántara, sede de la orden de Alcántara que sigue la Regla de san Benito

Se casó en primeras nupcias con Leonor Ortiz de Amesaga Cerferín, de quien enviudó pronto y sin descendencia. El 8 de mayo de 1672 contrajo nuevamente matrimonio en la ciudad de Lima con Leonor María de León y Garavito-Messía, hija de Andrés Garavito de León, oidor de la Real Audiencia de Charcas.Fruto de su segundo enlace tuvo seis vástagos, los tres primeros nacidos en Lima y los tres últimos en Quito:
- Martín Joseph de Munive y León-Garavito (1673-), I marqués de Valdelirios y caballero de las órdenes de Alcántara y Calatrava.
- Andrés de Munive y León-Garavito (1675-1759), II marqués de Valdelirios y vicario general del Arzobispado de Lima.
- Francisco Javier de Munive y León-Garacito (1677-), III marqués de Valdelirios y comisario general de la Corona española.
- José de Munive y León-Garavito, colegial en el Real Colegio Mayor de San Felipe y de San Marcos de Lima.
- María Ana de Munive y León-Garavito, casada con Lope Diego Pedro de Messía y Torres,III conde de Sierrabella[1] y tesorero de la Santa Cruzada en Chile.
- Hijo nacido muerto.

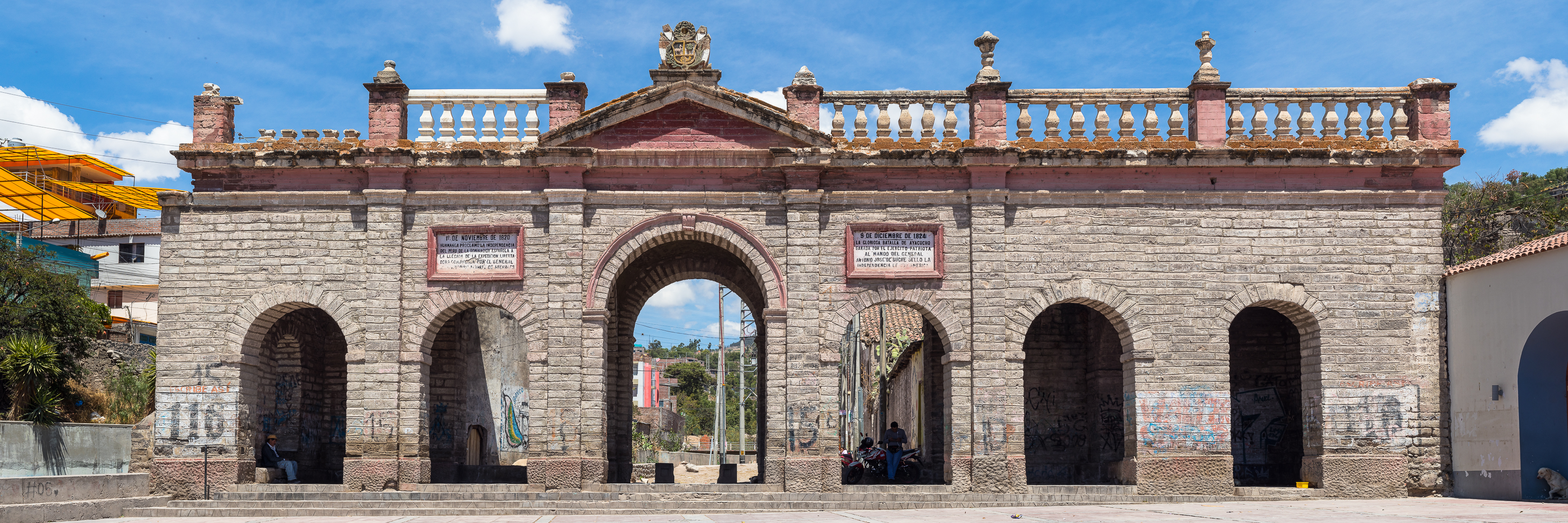
Alameda Valdelirios en Ayacucho

De toda esta descendencia Munive logró además de su importancia política durante su presidencia en Quito, unirse con una familia propietaria de obrajes y continuar a través de sus hijos el prestigio e importancia económica, convirtiéndose en una de las familias notables de la audiencia, que ostentaban además de títulos nobiliarios, órdenes de caballería. Su influencia también se expandió por Perú, puesto que en 1806 se llevaría a cabo la construcción de la famosa Alameda Valdelirios, en honor al marqués de Valdelirios quien sería su impulsor, que queda en la actualidad en la ciudad de Ayacucho y sigue el curso del río Alameda. El trazado se inicia en la arquería de entrada y culmina en el monumento a la Independencia que fue a su vez construido en 1847. Por si fuera poco, los descendientes que ostentaron el condado de Peñaflorida destacaron además en España, especialmente Xavier María de Munibe e Idiáquez quien fuera el décimo conde (Lope fue el sexto), y destacó como importante ilustrado en el siglo XVIII, especialmente en la región del norte donde sería un importante escritor en euskera y músico fundador de una academia en el año de 1748 que daría lugar a la Real Sociedad Bascongada de Amigos del País. A esta sociedad pertenecieron el obispo Pérez Calama quien después buscaría reformar la educación universitaria en la Audiencia de Quito. Fue además primo del importante escritor escolástico José de Aguilar.

### Oidor en Lima y Gobernador en Huancavelica

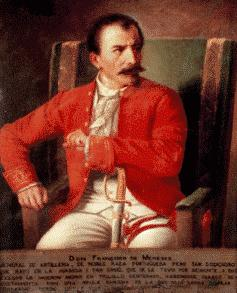
Francisco de Meneses

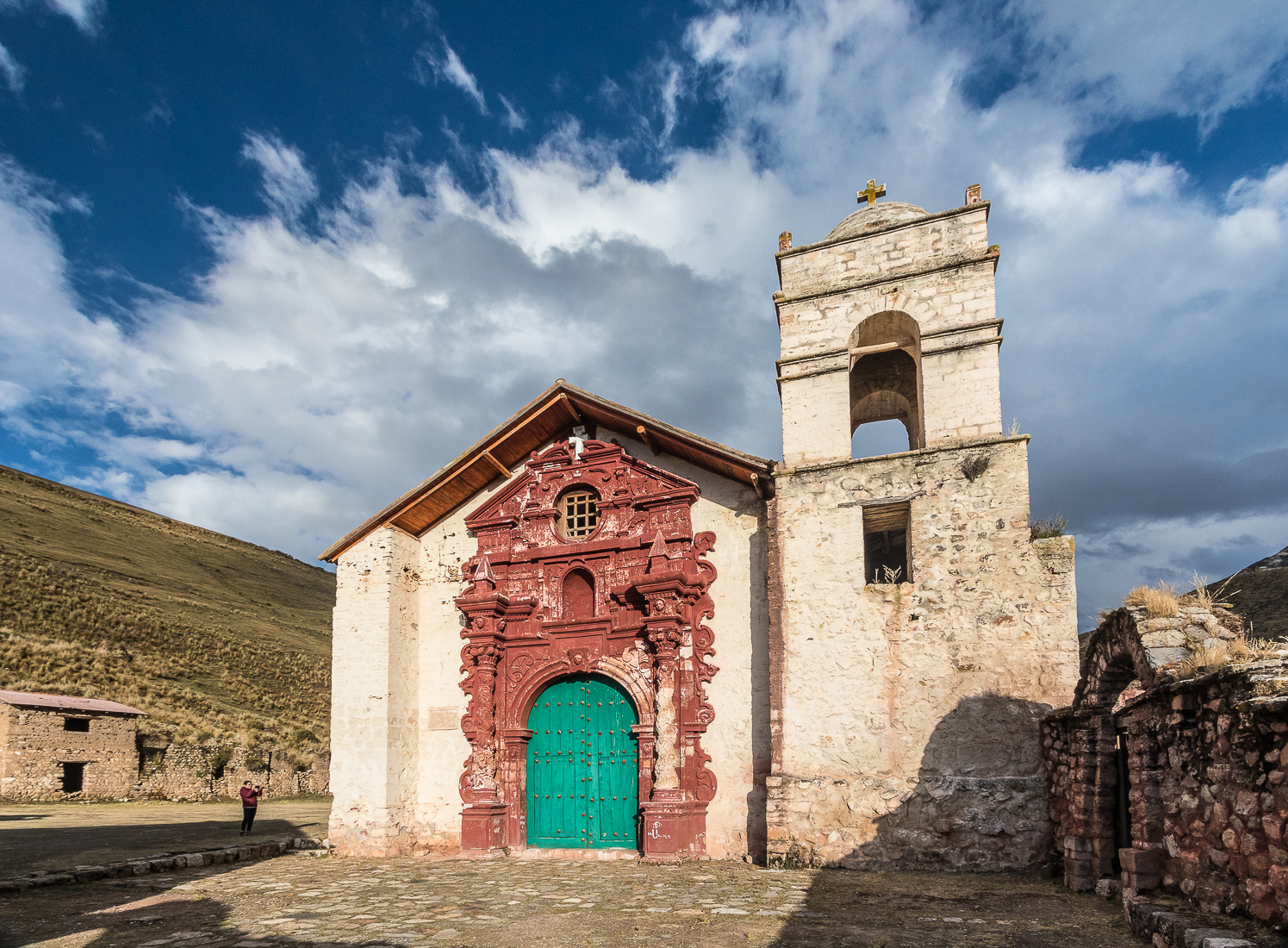
Iglesia en el distrito de Huancavelica

En junio de 1667 llegó a Lima como oidor de esa Real Audiencia, y en 1668 el virrey Pedro Antonio Fernández de Castro lo envió a la Capitanía General de Chile como juez visitador del gobernador Francisco de Meneses, quien había ejercido su cargo de forma despótica y estaba acusado de insubordinación en contra de sus superiores, enriquecimiento ilícito, el intento de independizar el territorio chileno en un Reino bajo su propio mando, entre otras decenas de cargos levantados en su contra.De esta forma, Munive fue a la Capitanía de Chile como una persona de confianza que podría lograr cumplir su rol de oidor y reportar la situación de manera fidedigna, buscando lograr estabilizar los intentos separatistas que Meneses impulsaba. 
Después de su regreso a Lima, el 6 de diciembre de 1674 el virrey Baltasar de la Cueva Henríquez le nombró gobernador de Minas de Huancavelica, cargo que ostentó hasta el 16 de abril de 1677.Estos tres años le permitieron trabajar en una de las principales industrias de la monarquía española y conocer de manera más cercana la economía monetaria que se desarrollaba entre Huancavelica y La Plata, conocido en la actualidad como Sucre, con la explotación de las minas del Cerro Rico de Potosí. cuando fue promovido a presidente de la Real Audiencia de Quito, posesionándose el 29 de enero de 1678 al recibir el cargo de manos del presidente interino, el obispo quiteño Alonso de la Peña y Montenegro.

### Presidente de la Audiencia de Quito
El historiador ecuatoriano Federico González Suárez lo describió como de ingenio sagaz y voluntad enérgica, nada amable, antes adusto e imperioso; cualidades que en un momento lo hicieron dueño absoluto de la Real Audiencia de Quito, en la cual gobernó una década influyendo mucho en la historia de la segunda mitad del siglo XVII. Fue además el primer presidente nombrado por Carlos II, último monarca de la dinastía Habsburgo por lo que poco tiempo después se desencadenaría la guerra de sucesión española terminando con la dinastía borbón al cargo de la monarquía hispánica. Cuando llegó Munive a la Audiencia de Quito era ya un hombre maduro. En cuanto a su familia estaba casado con Leonor de Garavito, y con quien tuvo seis hijos varones. Juntos llegaron todos a los territorios de Quito.
Durante su presidencia en la Real Audiencia de Quito se recibió la petición de traslado de la ciudad de Guayaquil a una locación más segura contra los constantes incendios y ataques de piratas, específicamente hacia Sabaneta, en el sur. En 1684 logró que el rey aceptase su solicitud para la restitución de los obrajes, que habían sido prohibidos en 1631 por conocerse que en ellos se cometían innumerables abusos contra los indígenas, el argumento del presidente era que en el territorio quitense no existían minas ni otra fuente de trabajo para ellos, y que el oficio textil les procuraba más comodidad en la sombra que el trabajo de los campos.

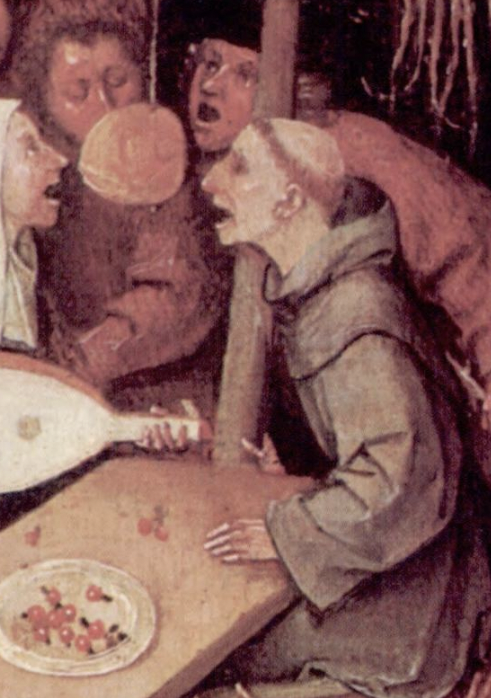
Pedro de Mercado

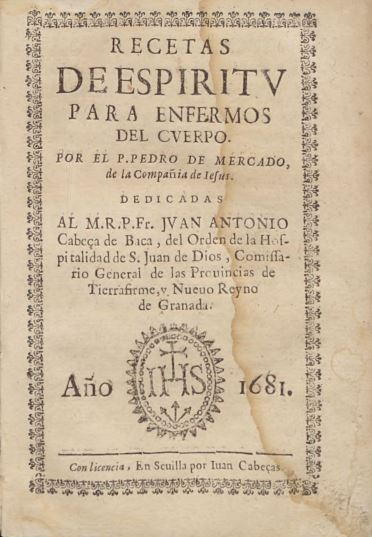
Recetas de Espíritu por Pedro Mercado

Tuvo que enfrentar la epidemia de 1680 que se afectó a las misiones de Maynas, una de las importantes que existe registro además de las del siglo XVIII de 1749, 1756 y 1762. Además, sería durante su gobierno que se crearía la facultad de medicina en la Universidad Santo Tomás de la orden dominica de Quito. Esto significaría un gran avance para la escolástica de la Real Audiencia de Quito. Se conoce que en 1681 el padre Ignacio de Quesada en Roma gestionó al Papa Inocencio XI una resolución que concedía al Colegio por fundarse en Quito. Lo importante fue que se lograba conferir grados en las cátedras ya fundadas. También permitía fundar nuevas cátedras en adelante, sin restricción a las órdenes religiosas lo que permitía tanto a los agustinos como a los jesuitas también empezar la cátedra de medicina. Se firmó el 18 de agosto de 1681 las escrituras para la donación al convento de San Pedro Mártir al colegio de san Fernando y sería el 10 de marzo de 1683 cuando se emitiría la cédula real en Madrid para fundar el Colegio de San Fernando. La fundación formal se llevaría a cabo en 1693 cuando Munive ya no era presidente de la Audiencia. 
Además, sería durante su mandato cuando el importante escritor Pedro de Mercado viviría una de las etapas más productivas de su carrera publicando en Europa importantes libros como Oficio manual espiritual en 1680 en Sevilla, Conversación del pecador con Cristo a imitación de algunos pecadores que hablaron con su Divina Majestad en esta vida mortal Instrucción para hacer con espíritu los oficios corporales de la religión, Memorial de los siete dolores de María Santísima, Rosal ameno y devoto, todos en Valencia en 1680, y el famoso libro Recetas de espíritu para enfermos del cuerpo en Sevilla, 1681. De igual forma Nicolás Javier de Gorívar empezaría a pintar sus primeros cuadros siguiendo el legado de Miguel de Santiago en la Escuela Quiteña. 
Buscarían reformar la música en la Real Audiencia de Quito trayendo al destacado compositor Manuel Blasco quien en 1682 sería nombrado maestro de capilla interino de la catedral de Quito. Sin embargo se haría cargo de la institución oficialmente hasta el año de su muerte, siendo sucedido por José Ortuño de Larrea en 1695. De esta manera empezaron a componerse nuevas canciones que enriquecieron el canon de música sacra de Ecuador con temas como Officium defunctorum publicado en 1681, Laudate Dominum, a 12 publicado dos años después, así como Magnificat, Sedet a dextris meis, Ventezillo travieso y Versos al órgano con dúo para chirimías.

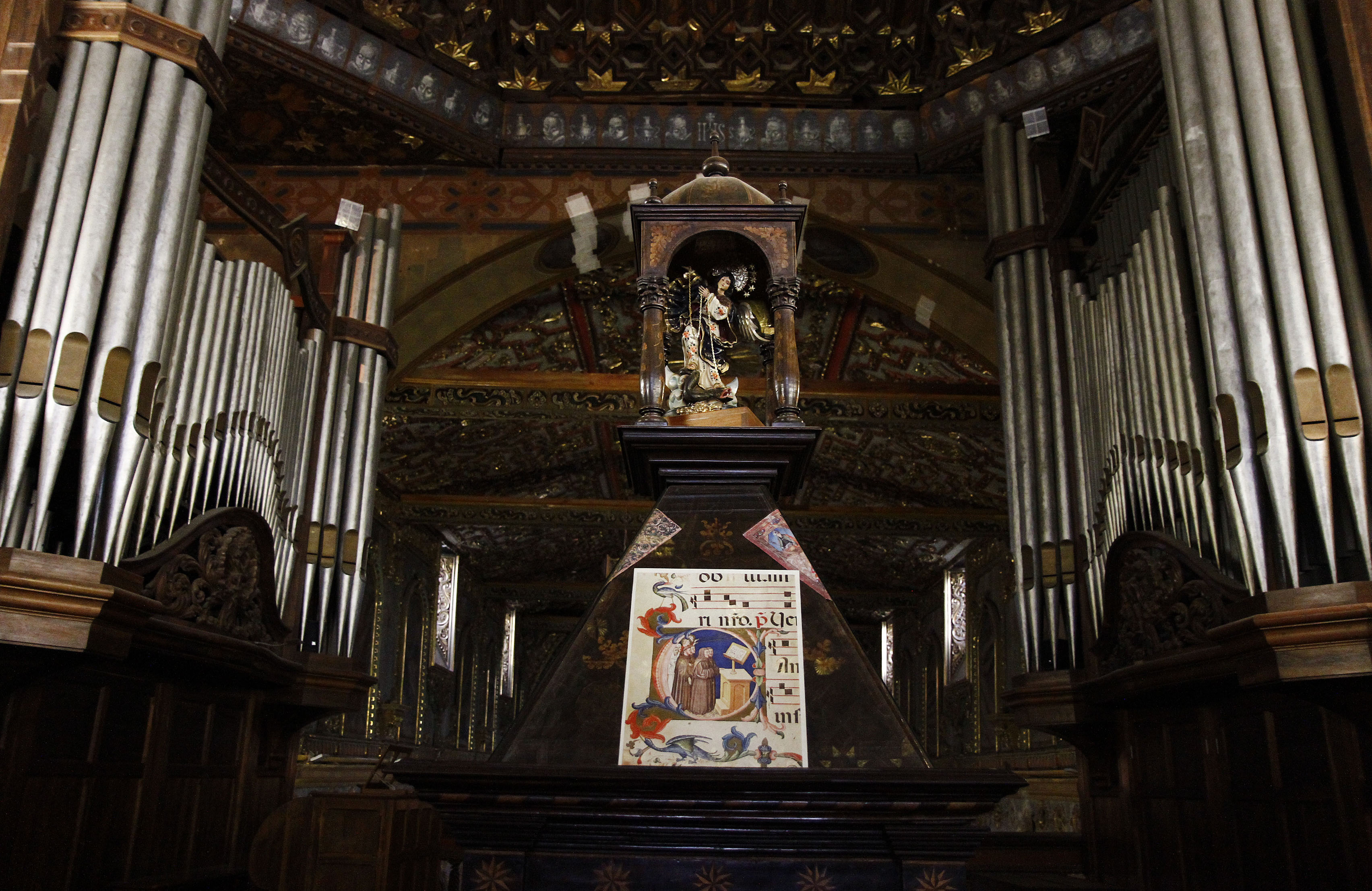
Los dos órganos y facistol de la Iglesia de San Francisco de Quito que representa la música en la Audiencia de Quito y su renacimiento gracias al trabajo de Manuel Blasco.

En 1689 fue notificado del nombramiento para una plaza en la Real Chancillería de Granada o de Valladolid, pero se enfermó y dictó su testamento el 21 de abril de 1689, cuando estaba ya muy delicado de salud y falleció apenas unos días después, el 25 de abril, en sus apartamentos privados del Palacio Real de Quito, a los 59 años de edad. El cargo de presidente quedó vacante y en manos interinas del oidor más antiguo de la Real Audiencia, Miguel Antonio de Ormaza y Ponce de León.
Sus hijos, aún menores pues el mayor contaba con 16 años de edad, quedaron totalmente huérfanos ya que su madre también había fallecido dando a luz al último de ellos, fueron embarcados a Lima, donde los recibió y educó su tío materno, Francisco de León y Garavito-Messía. Martín José de Munive y León Garavito, hijo mayor de Lope y Leonor, adquirió el título de I marqués de Valdelirios el 19 de julio de 1703 en parte como un reconocimiento del rey Felipe V por los méritos de su padre.

## Legado
Si el siglo XVI se caracterizó por el estereotipo del conquistador muy influenciado por la cultura de la caballería medieval, que llega a América se hace un nombre, obtiene un título nobiliario y funda una gran familia a partir del mestizaje, en cambio el siglo XVII se caracterizó por los gobernadores «a capa y espada». En este sentido Lope Antonio de Munive junto a Antonio de Morga son los presidentes de la Real Audiencia que más encarnan dicho estereotipo. Aunque Munive más que Morga ya que a pesar de la importancia de Morga en la historia filipina y su fuerza e influencia en Perú, no alcanzó el reconocimiento que Munive sí, algo que venía desde sus antepasados. Fue Munive además el conde de Peñaflorida y caballero de la orden de Alcántara, algo menos frecuente en la audiencia de Quito donde se veía más bien a caballeros de la orden de Santiago desfilar por los principales cargos públicos. Su descendencia fue muy influente en Perú a través de los marqueses de Valdelirias y en las misiones guaraníes a través de Gaspar de Munive. En la península Xavier María de Munibe e Idiáquez tendría mucha influencia durante la ilustración y al emparentarse con una familia obrajera importante en Quito su importancia se viviría a través de sus descendientes durante la ilustración en Ecuador. Aunque en su caso, todavía no se veía un afrancesamiento que caracterizaría a los personajes posteriores. Con esto se hace referencia al siglo XVIII y los otros funcionarios españoles afrancesados que al llegar a América buscarían emparentarse con familias poderosas, como sería Juan Pío Montufar y Frasso, quien a su vez sería influyente en vida y a través de sus descendientes Juan Pío Montufar y Larrea y Carlos de Montúfar. Su presidencia coincide con el momento en el que se empiezan a desarrollar los primeros escritos, en filosofía, literatura e historia en la Real Audiencia de Quito, algo que caracterizó toda la segunda mitad del siglo XVII, a diferencia de la primera mitad en donde se replicaban o copiaban para reproducir, las grandes obras de los autores europeos, sin buscar hacer una contribución original o una expresión propia del tema en cuestión. Para muestra está la obra publicada por Pedro de Mercado, los esfuerzos de Ignacio de Quesada para impulsar la medicina y la publicación de los escritos de Alonso de la Peña Montenegro, bajo el título Itinerario para párrocos de indios. 

| Predecesor: Diego del Corro y Carrascal | Presidente de la Real Audiencia de Quito 1678-1689 | Sucesor: Mateo de la Mata Ponce de León |